# Alexej Chomjakov
Alexej Stěpanovič Chomjakov (rusky Алексей Степанович Хомяков; 1. květnajul./ 13. května 1804greg. – 23. záříjul./ 5. října 1860greg.) byl ruský filozof, spisovatel, básník a malíř, jeden ze zakladatelů ruského filosofického směru slavjanofilství. Bývá považován za prvního pravoslavného teologa.

## Život
Pocházel ze šlechtické rodiny. Jeho matka byla z rodu Kirejevských a byl tak příbuzný s Ivanem Vasilijevičem Kirejevským. Studoval na Moskevské univerzitě, kde patřil do literárně filosofického kroužku okolo spisovatele Nikolaje Vladimíroviče Stankeviče. Ten se snažil do ruského prostředí interpretovat německou klasickou filosofii, která si v Rusku získala řadu stoupenců. Na univerzitě se Chomjakov stal kandidátem matematických věd. Po studiích působil chvíli v armádě jako důstojník kavalerie. Mezi lety 1826–27 cestoval po Evropě. Pobýval v Paříži, kde se učil malířství a začal se věnovat psaní poezie. Kromě toho měl Chomjakov zálibu v teologii; byl fascinován učením východních otců. Moskvu a Rus považoval za přirozeného nástupce Byzantské říše a ochránce pravoslavné (té pravé) víry.

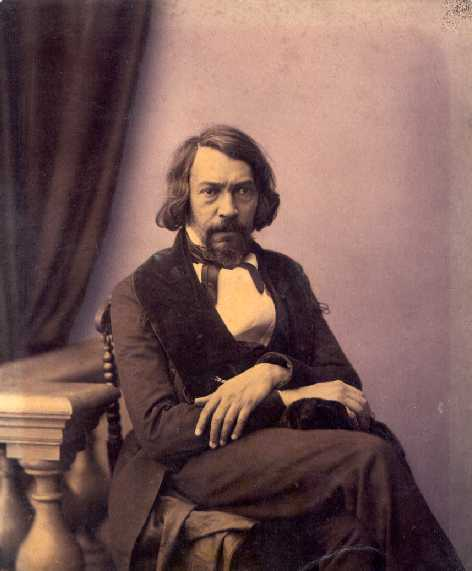
A. S. Chomjakov (konec 50. let 19. století)

Při svých evropských cestách navštívil i německé a rakouské země, kde poznal západní Slovany. Roku 1829 bojoval v husarském pluku carské ruské armády v osmé rusko-turecké válce. Během ní přišel do kontaktu se Srby a Bulhary a až do konce života vzpomínal, jak jej tyto národy vítaly jako bratra – byl to pro něj určující zážitek, který jej definitivně naklonil pravoslavnému slovanskému světu.
Později, ve 40. letech, literárně přispíval do slavjanofilských časopisů a provládního časopisu Michaila Pogodina Moskviťjan. Po roce 1848 („jaro národů“) se Chomjakov začal zajímat více o západní Slovany, ale takové sympatie jako k Srbům či Bulharům k nim nezískal. Bránila mu v tom jejich katolická či protestantská víra a přílišná „německost“ ducha. Po Krymské válce, kdy se Rusko dostalo do izolace a bylo mu znemožněno stát se osvoboditelem Slovanů v tureckém státě, se Chomjakov stáhl do ústraní a věnoval se jen hospodářství na svých statcích. Utvrdil se v tom, že Rusko na venkově uchovávalo ideální obraz soužití společnosti. V rodinném sídle jej také zastihla smrt ve věku 56 let.
Ve své filozofii nejvíce propojil slavjanofilský proud se slovanstvím. Byť sám inklinoval jen k Slovanům pravoslavným, věřil, že slovanská rodina opět jednou nalezne jednotu. Chomjakovovo učení nacházelo odezvu i po jeho smrti a jak poznamenal Nikolaj Alexandrovič Berďajev, jeho odkaz je cítit dodnes. Přímou štafetu prvního pravoslavného teologa převzal Jurij Fjodorovič Samarin, který Chomjakova označil jako „Učitele církve“.

### Názory a učení
Alexej Stěpanovič Chomjakov přilnul k představě, že Rusko a Slované jsou charakterem vyvoleni určovat správný směr lidstva. Tuto skupinu později zúžil na pravoslavné Slovany. Podnětem k formování jeho myšlenek byl zejména první filosofický list Petra Jakovljeviče Čaadajeva, který Rusko velmi ostře kritizoval. Chomjakov na něj zareagoval spisem O starém a novém, který se pak stal jedním z pilířů slavjanofilského učení. Následovaly další reakce a spisy, v nichž se zformovaly dvě názorově nesmiřitelné skupiny, a to „slavjanofilové“ a „západníci“. Toto označení jim bylo dáno zvenčí od inteligence, která pobaveně sledovala jejich vášnivé diskuze. Za zmínku stojí, že obě skupiny si tato označení provokativně ponechaly. Chomjakov byl člověk s přirozenou autoritou a jako takový určoval směr slavjanofilů. Jeho kvality byly ceněny jak stoupenci, tak odpůrci jeho učení. „Západník“ Alexandr Ivanovič Gercen jej charekterizoval slovy:
„Chomjakov byl skutečně nebezpečný protivník. Starý šermíř utvrzený dialektikou, uměl využit sebemenší nepozornost nebo minimální ústupek. Člověk mimořádně nadaný, děsivě erudovaný. Podobně jako středověcí rytíři, kteří střežili obraz Madony, spával ozbrojený. V kteroukoli denní nebo noční hodinu byl připraven zahájit spletitou diskuzi a pro triumf vlastních slovanských nápadů užíval vše, co bylo dostupné. Od kazuistiky byzantských teologů až po kličky vychytralých právníků. Jeho námitky byly často fiktivní, protivníka zaslepily a vždy vykolejily.“

Chomjakov byl přesvědčen, že Rusko vytvořilo ideální společnost v institucích občiny a věče. Dalo by se říci, že Rusko považoval za ideální, ale obraz tomu nenapovídal, protože do něj bylo příliš mnoho zásahu zvenčí. Proto také kritizoval Petra Velikého za to, že narušil organický vývoj země importem západních vlivů (jedním ze symbolů této éry bylo založení nového hlavního města říše, Petrohradu) a žádal překonání tohoto období dějin a návrat k tradicím Rusů a Slovanů. Jednotu národa a církve prosazoval jako myšlenku tzv. sobornosti. Tento pojem použil jako protiklad k západnímu individualismu a katolictví. V teologických spisech (např. Katechetický výklad učení o církvi, Pár slov pravoslavného křesťana o západních věrovyznáních, Pár slov na list pařížského biskupa) se snažil poukázat, že katolická církev není jednotná a že svému přívlastku dala již dehonestující nádech, který již nemůže souviset s všeobecnem. Byl přesvědčen, že pouze pravoslavná církev jako jediná žije v souladu s lidmi i státem a je tedy sobornaja. Důkazem mu byl fakt, že na rozdíl od římské, ortodoxní církev nepodlehla reformačnímu štěpení. Tak jako všichni ideologové ovšem neporovnával dvě skutečnosti, ale ideu (o pravoslavné církvi) a skutečnost (o církvi katolické).
Chomjakov svět filosoficky rozděloval na řecko-slovanský a římsko-germánský. S tím, že tomu prvnímu světu vévodí cit a intuice a tomu druhému rozum a disciplína. Byl přesvědčen, že člověk s citem a intuicí žije v souladu s Bohem více, než ten s rozumem a disciplínou. Přednosti prvního světa pak přisoudil jen Rusům a Slovanům, kteří prý jsou jako jediní schopni pochopit veškerenstvo (všejedinstvo).
"Rozum má hranice, které lze přemoci jen citem. Proto i skvělá německá filosofie Kanta a Hegela musela nutně najít konec své cesty. Úkol k jejímu překonání leží na Slovanech."

Své filosofické koncepci podřídil i svůj pohled na dějiny. I v nich získal velice solidní přehled, ale interpretoval je tak, aby mu pasovaly do jeho vidění světa. Chtěl napsat světové dějiny, ale dílo nedokončil, dochovaly se jen fragmenty v sebraných spisech. Zabýval se také západními Slovany. Velkou Moravu označil za říši, která se jako slovanská přirozeně obrátila do Cařihradu, odkud přijala dar víry. Západní svět prý ale Moravu i Čechy násilně vytrhl z láskyplného objetí pravoslaví a uvrhl do své propasti zkaženosti. V husitství a české reformaci pak viděl jen snahu Čechů a Moravanů o návrat k pravoslaví. Jako vodítko k této tezi mu posloužil Jeroným Pražský, který byl pravoslavím unešen a také fakt, že pravděpodobně pravoslavná církev motivovala české reformátory k přijímání podobojí.
Západní Evropu Chomjakov viděl jako svět, který podlehl zkáze a který stojí v ostrém kontrastu s Ruskem. Nutno však podotknout, že Chomjakov nebyl jako moudrý člověk jednostranný. Choval např. sympatie k Anglii a dopisoval si s teologem Williamem Palmerem. K Rusku a jeho atmosféře dokonce jednou napsal: „…všude je plno bezbožného lísání, lži prohnilé, pak lenost zmrtvělá a hanebná a vše mrzkosti je plné …“

## Dílo
- Chomjakov, A. S., Katechetický výklad učení o církvi, Přerov 1895
- Chomjakov, A. S., Jedna církev, Olomouc 2008.
- Chomjakov, A. S., Polnoje sobranije sočiněnij I, Praga 1867.
- Chomjakov, A. S., Stichotvorenija i dramy, Leningrad 1969.

Kromě svého teologicko-filozofického díla napsal také několik básnických sbírek, které jsou všeobecně hodnoceny jako průměrné. V nich také dával hojně najevo své slovanství.
Nevytahuj se před Bělehradem, Vzpomeňme si: jsme rodní bratři,

Praho, hlavo české země! Děti jedné matky,

Nevytahuj se před Vyšehradem, bratrům bratrská objetí,

Moskvo se zlatými vrcholky! Hruď k hrudi, ruka s rukou!